# Pyzy (món ăn)

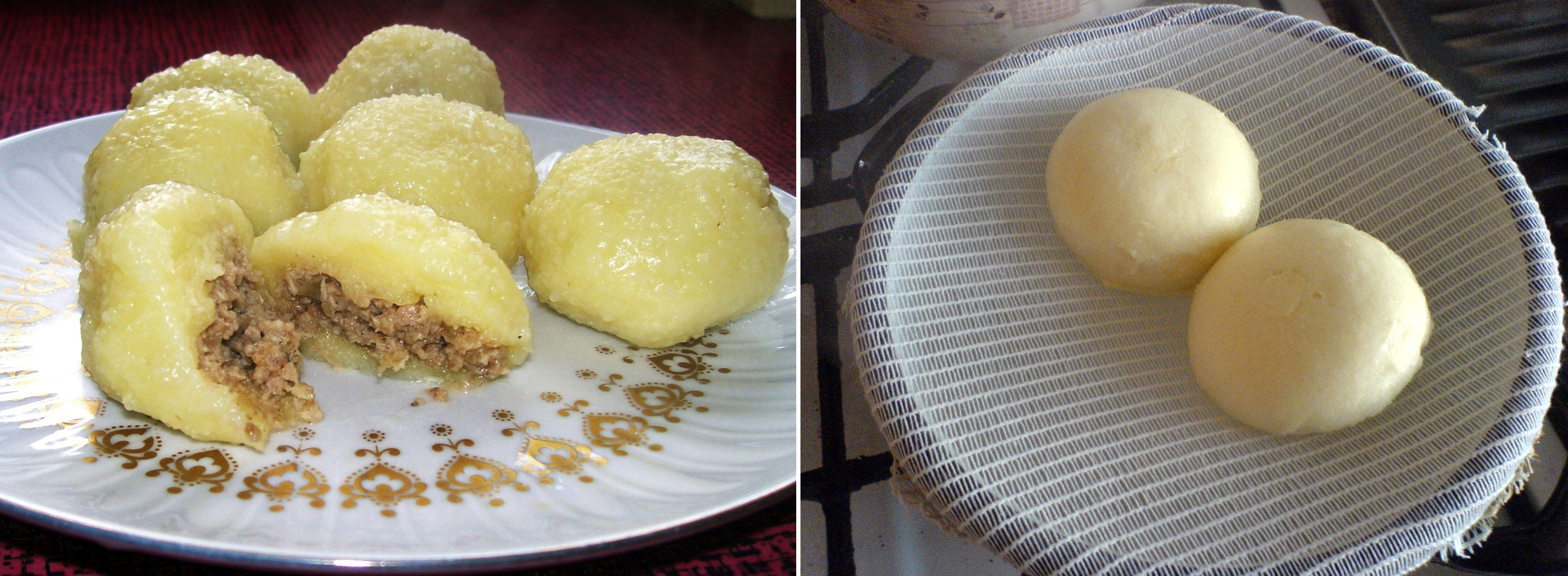

Pyzy ([pɨ'zɨ] ⓘ) là một loại bánh bao (kluski). Món ăn thường được nhắc đến nhiều nhất ở dạng số nhiều là pyzy, vì nó thường được phục vụ như một bữa ăn chính: kluski lớn hình bầu dục, đặc trưng cho ẩm thực Ba Lan.
Các món ăn được chế biến tương tự như pyzy bao gồm kartacze, goły, khoai tây knedle và bánh bao Silesian (kluski ląskie).

## Pyzykhoai tây
Pyzy khoai tây được chuẩn bị từ hỗn hợp khoai tây sống và luộc, tùy ý có thêm bột mì, trứng và muối, nấu chín trong nước sôi. Nhồi với thịt, twaróg hoặc nấm nhồi, thay vào đó nếu phục vụ mà không nhồi, chúng sẽ được ăn kèm với thịt xông khói, mỡ lợn hoặc hành tây chiên.

## Pyzymen
Pyzy hay pyzy drodżowe được làm sẵn từ bột mì, sữa, bơ, đường và muối. Chúng được nấu trong nước sôi (tương tự như pampuchy) hoặc trên hơi nước. Trong văn học, pyzy được cho là cũng được chuẩn bị bằng cách nướng trong lò nướng.